# Maka Ldokonen
Maka Ldokonen (en georgiano მაკა ლდოკონენი; Tiflis, 13 de noviembre de 1970) es una escritora, periodista e ilustradora georgiana.

## Biografía
Maka Ldokonen se graduó en la Universidad Estatal de Tiflis, en la facultad de Periodismo. Ha participado activamente en la divulgación de libros para los más jóvenes: publica ensayos para promocionar libros, es profesora de literatura en Aldeas Infantiles SOS y dirige un programa de televisión para niños y jóvenes.
Ldokonen interviene de forma activa en diversos proyectos literarios en Georgia y en el extranjero. Ha sido miembro del jurado en el concurso de escritura Tsero y, desde 2009, es miembro permanente del jurado en el concurso de escritura para estudiantes Shemodgomis Legenda.

## Obra
Los cuentos de Maka Ldokonen se han publicado en el diario Tsignebi y en las revistas Chveni Mtserloba y Literaturuli Palitra.
En 2010 recibió el premio SABA, el más prestigioso de Georgia, por su colección de prosa Historias de pasas (ქიშმიშიანი ამბები), en la categoría de mejor debut literario del año. El libro reúne trece relatos donde se pueden encontrar nombres extraños y palabras inventadas, pero básicamente son historias genuinas de Tiflis —sobre la construcción de la ciudad y la arquitectura de los edificios antiguos—, aunque también hay relatos inventados imbuidos por el amor hacia Oriente. La autora nos brinda el retrato psicológico de aquellos jóvenes que nacieron en la Unión Soviética en la década de 1970 y que se vieron inmersos en la lucha por la independencia dos décadas después.
Su posterior novela corta Colas de caballo para Dila (ცხენისკუდები), galardonada con el premio Tbilisi en 2016, se centra en el tema de los niños enfermos de cáncer y su amargo destino. La propia autora es la ilustradora del libro.